# Claude Charles de Rouvroy de Saint Simon
Claude Charles de Rouvroy de Saint-Simon (20. září 1695, Paříž – 29. února 1760, Mety) byl francouzský římskokatolický duchovní, v letech 1731–1733 biskup noyonský a v letech 1733–1760 biskup métský.

## Život
Claude Charles se narodil v období starého režimu ve Francii rodičům Eustachu-Titovi de Rouvroy de Saint-Simon (1654-1712) a Claire-Eugénii d'Auterive (zemřela v roce 1725), jako jejich šesté dítě. Jejich rod patřil k předním šlechtickým rodinám ve Francii. Claude získal titul baron z Jouy-Trouville. 
Tonzuru přijal ve svých 14 letech v roce 1710. V roce 1719 se stal opatem-komendátorem opatství Jumièges v Normandii, kterým zůstal až do své smrti.
Ve věku 35 let byl dne 25. července 1731 jmenován biskupem noyonským (diecéze noyonská byla včleněna v r. 1851 do beauvaiské diecéze). V srpnu 1733 byl jmenován biskupem métským. V prosinci 1733 rezignoval na noyonský stolec a v únoru 1734 byl papežem
Klementem XII. potvrzen jako nový biskup métský. V úřadu setrval až do své smrti 29. února 1760.